# Кони-Айленд (Бруклин)
Ко́ни-А́йленд (англ. Coney Island) — полуостров, бывший остров, расположенный в Бруклине. Название происходит от искажённого нидерландского Konijn Eiland — Кроличий остров.

## География
Кони-Айленд находится в самой южной части Бруклина и делится на четыре района (англ. neighborhoods): Сигейт, собственно Кони-Айленд, Брайтон-Бич и Манхэттен-Бич. Протяжённость полуострова с запада на восток — около 4 миль (6,4 км), средняя ширина — около полумили (800 м).
Вдоль побережья океана тянется променад Ригельмана — деревянная набережная, начинающаяся в Брайтон-Бич и заканчивающаяся на границе района Кони-Айленд с Сигейтом.
В районе Кони-Айленд вдоль побережья идет также одна из основных магистралей района — Сёрф-авеню (англ. Surf Avenue), переходящая в Брайтон-Бич Авеню (Brighton Beach Avenue) в районе Брайтон-Бич и в бульвар Ориентал (Oriental Boulevard) в районе Манхэттен-Бич.

## Достопримечательности

### Аквариум
Нью-Йоркский Аквариум расположен на берегу Атлантического океана, на Surf Avenue. От океана аквариум отделён пляжем и деревянным променадом (англ. Boardwalk Бордвок), идущим вдоль берега. Аквариум имеет несколько павильонов и бассейн, где проводятся цирковые представления c участием дельфинов.

### Закусочная Nathan’s Famous
Далее на Surf Avenue находится известная закусочная Nathan's Famous, где проводятся всемирные чемпионаты по поеданию хот-догов. Эта закусочная была открыта в 1916 году.

### Парк аттракционов
На берегу, между променадом и Серф-авеню (англ. Surf Avenue), находится парк аттракционов, включающий колесо обозрения и парашютную вышку. Рядом находится стадион, предназначенный для бейсбола.

## Кони-Айленд в различных местах

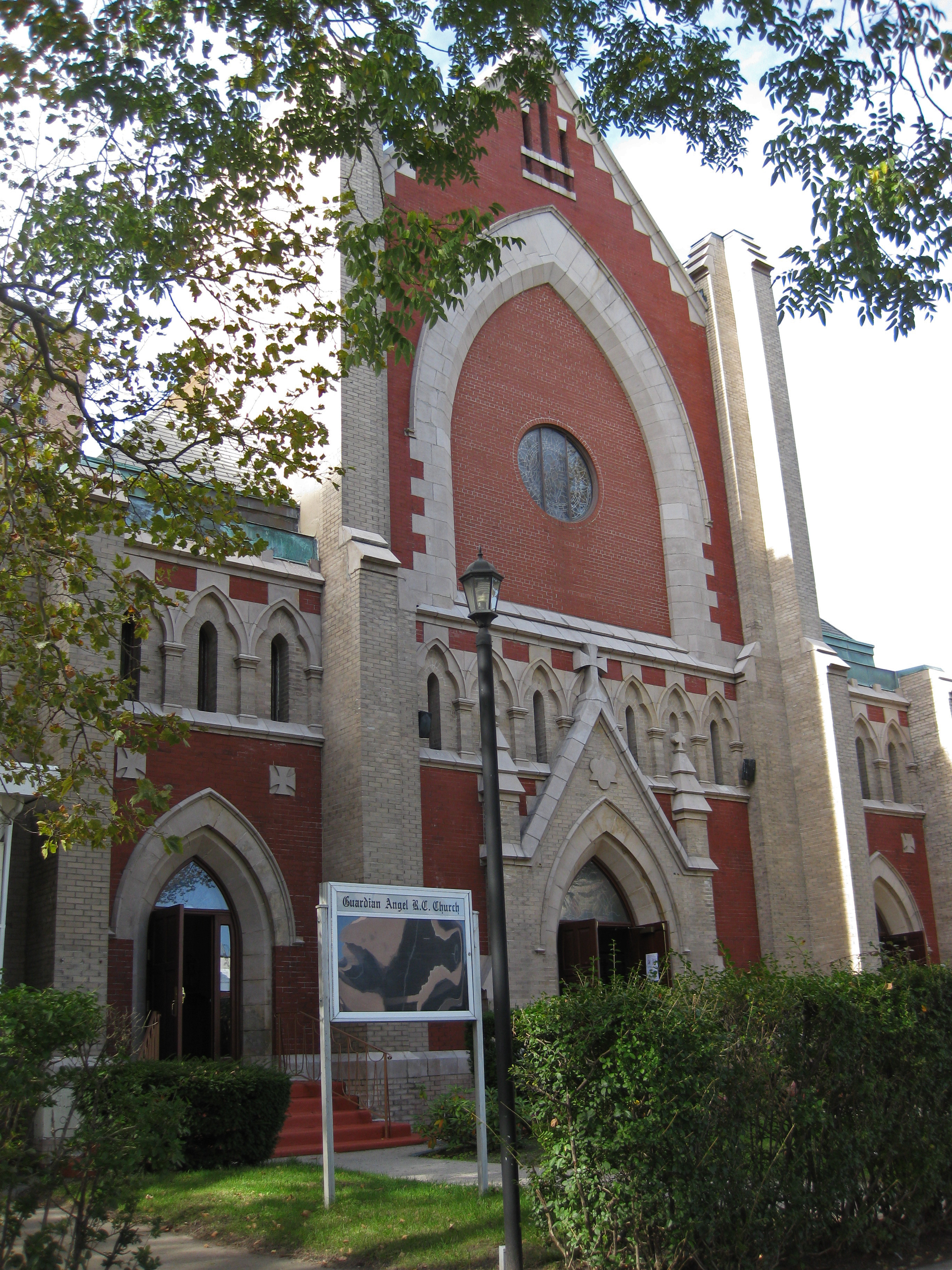
Церковь Ангела Хранителя
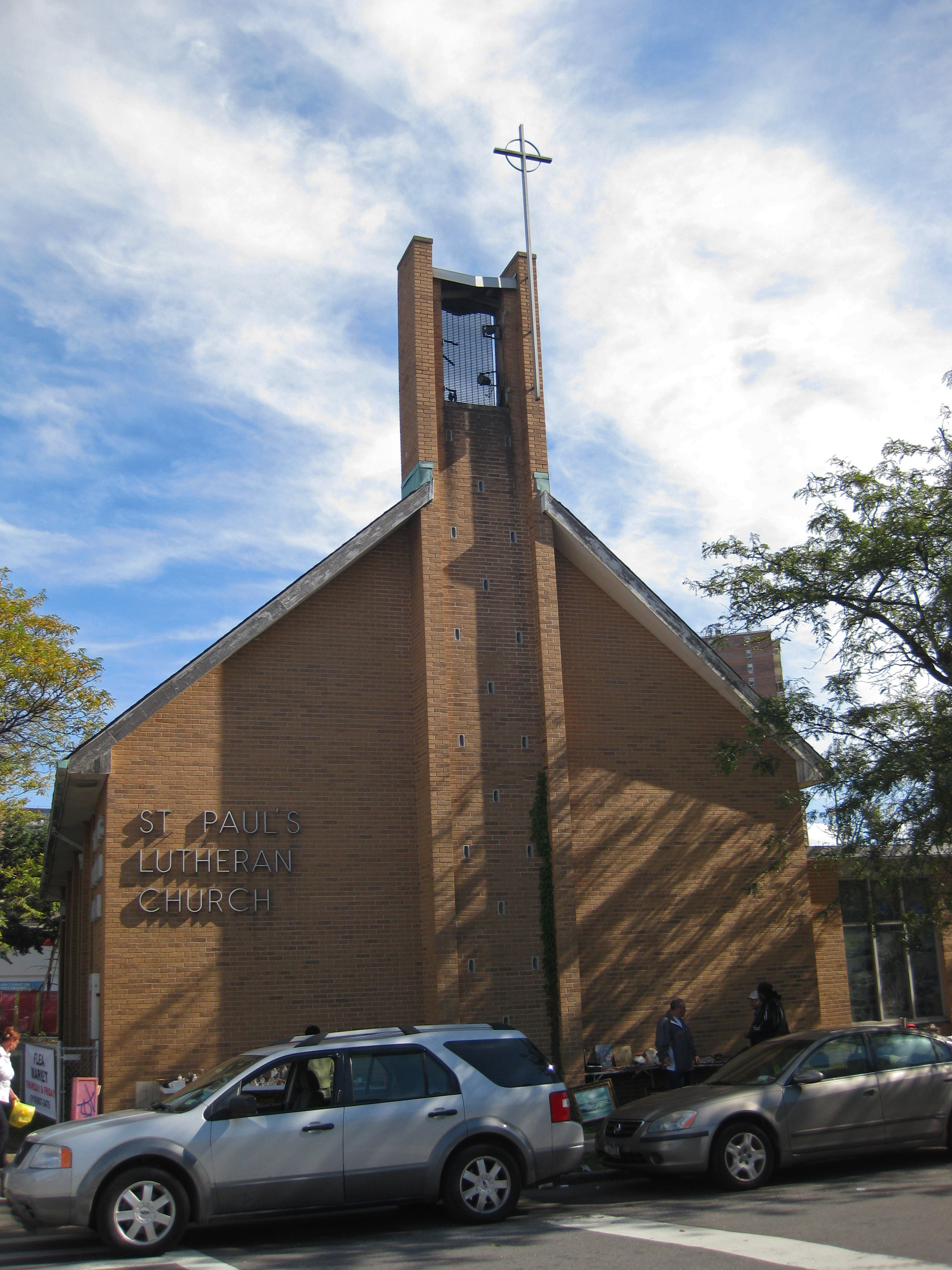
Церковь Св. Павла
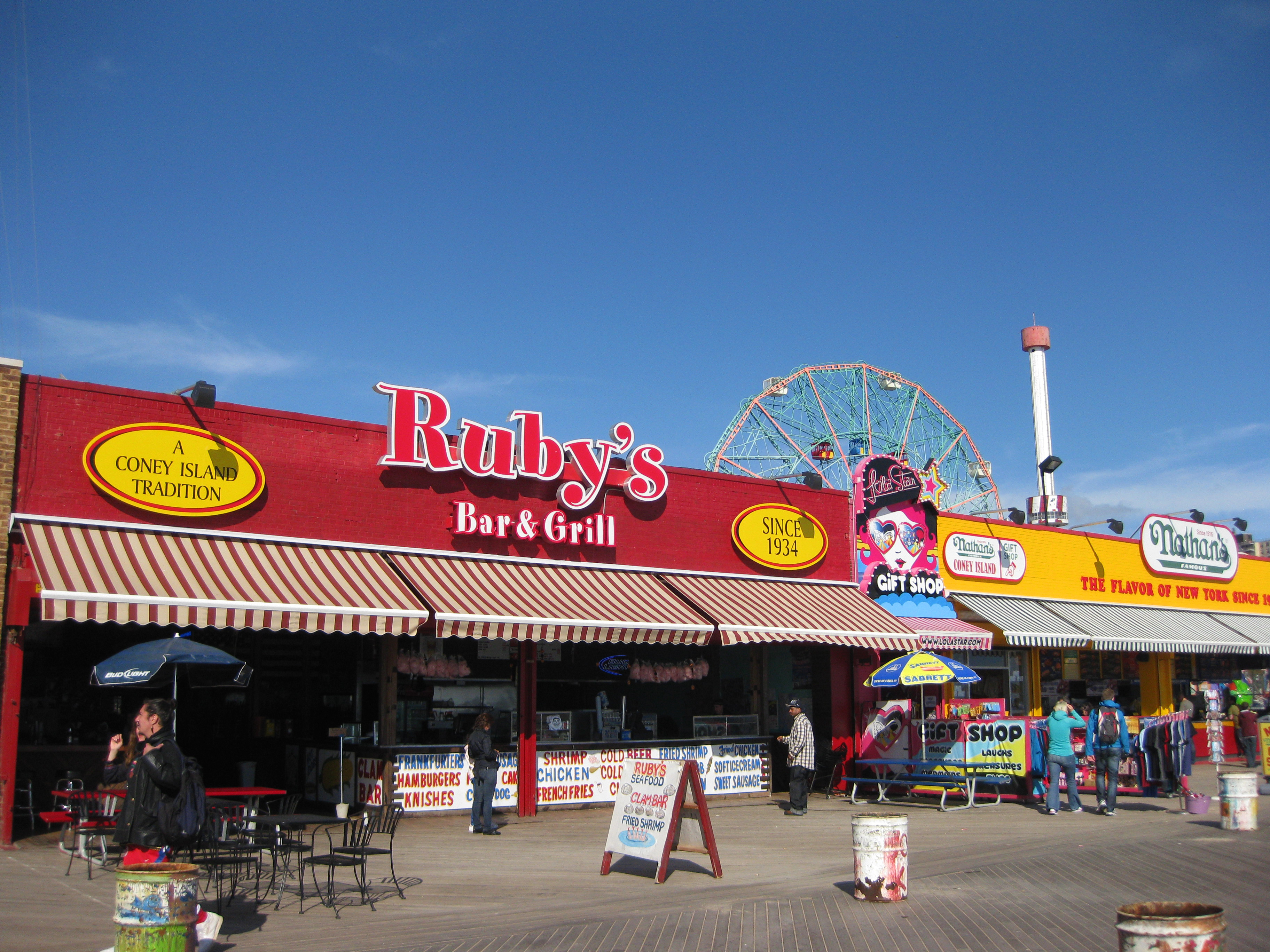
Закусочные на бордвоке
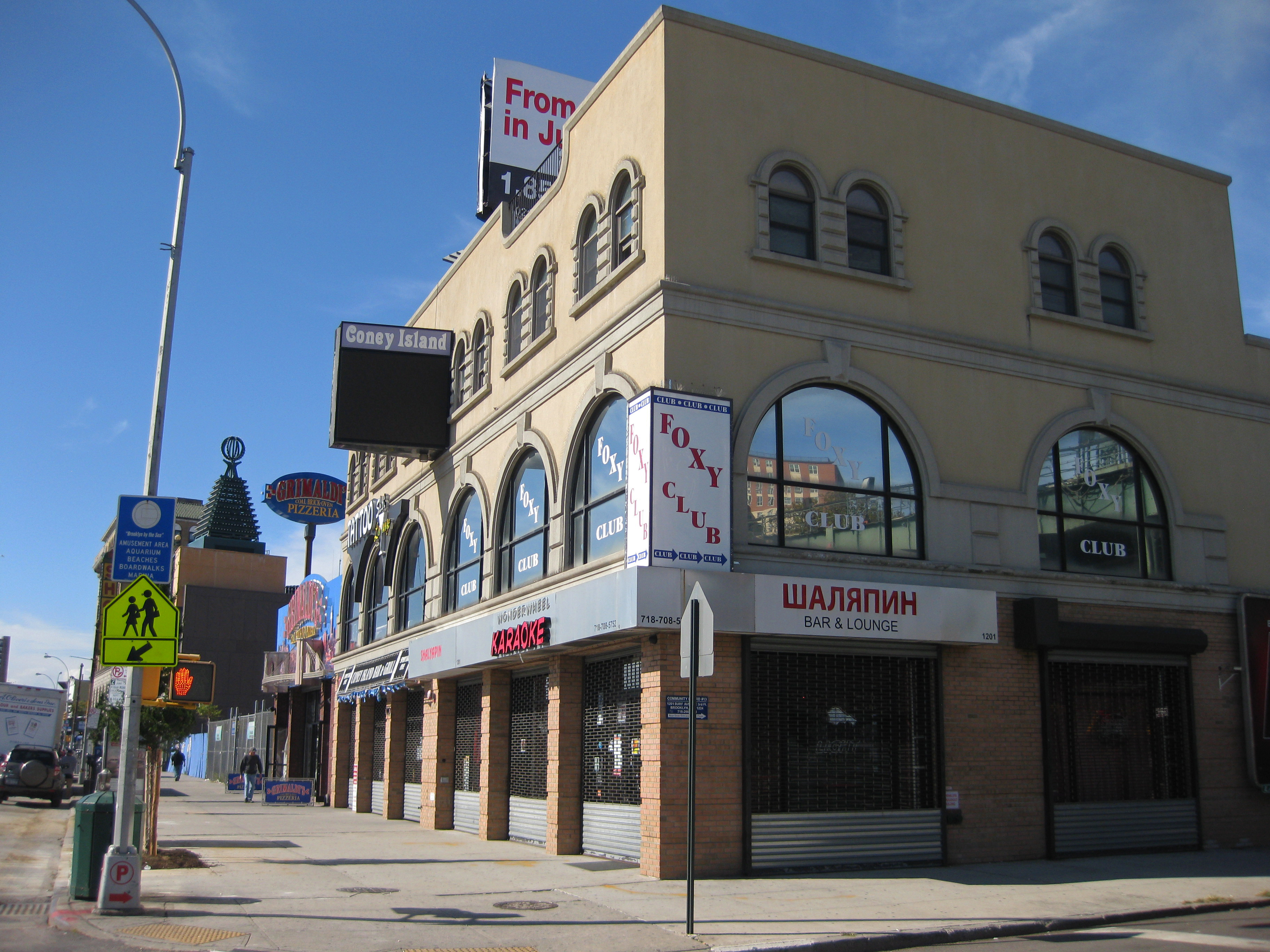
Бар Шаляпин
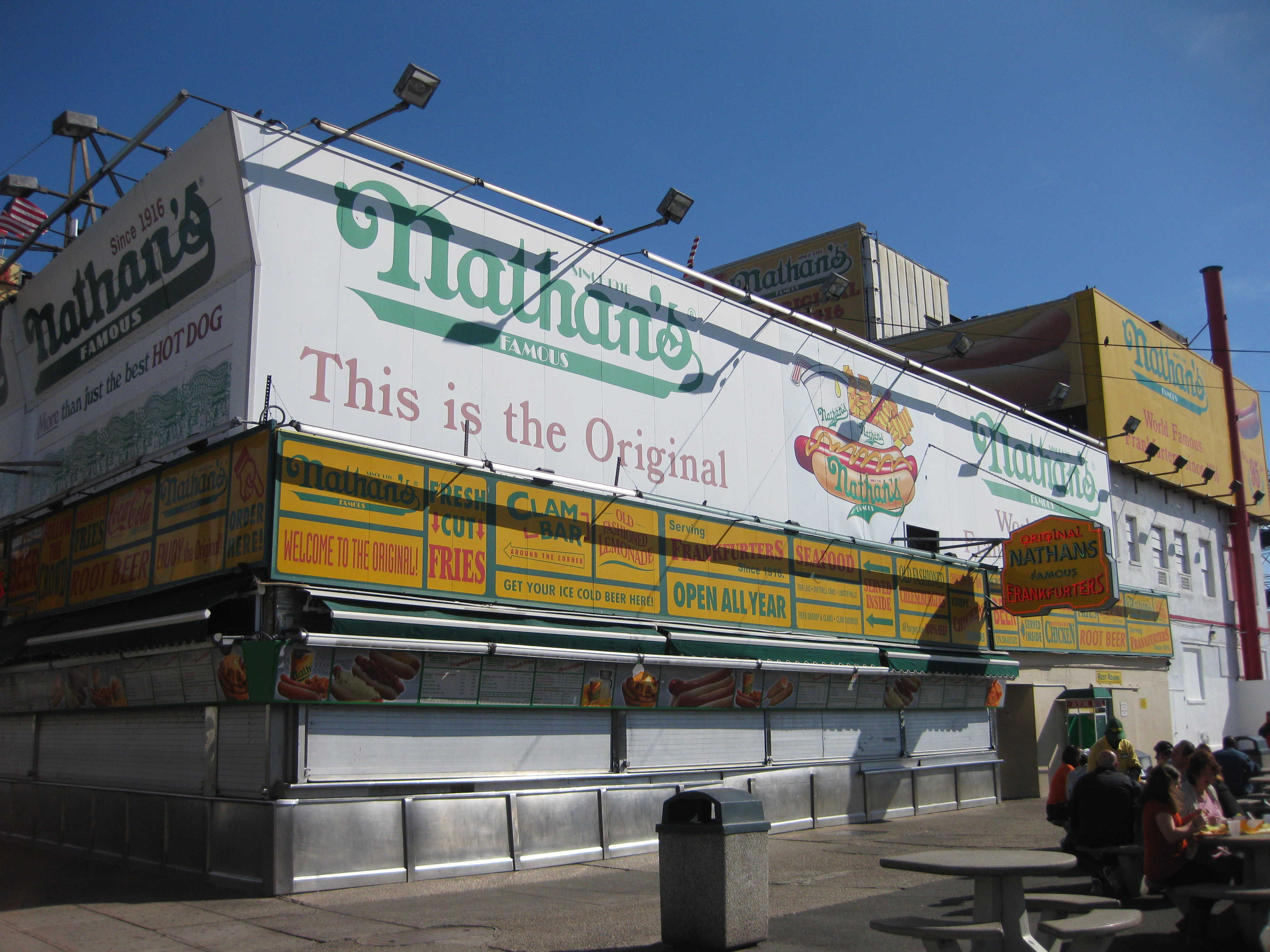
Закусочная Nathan's Famous
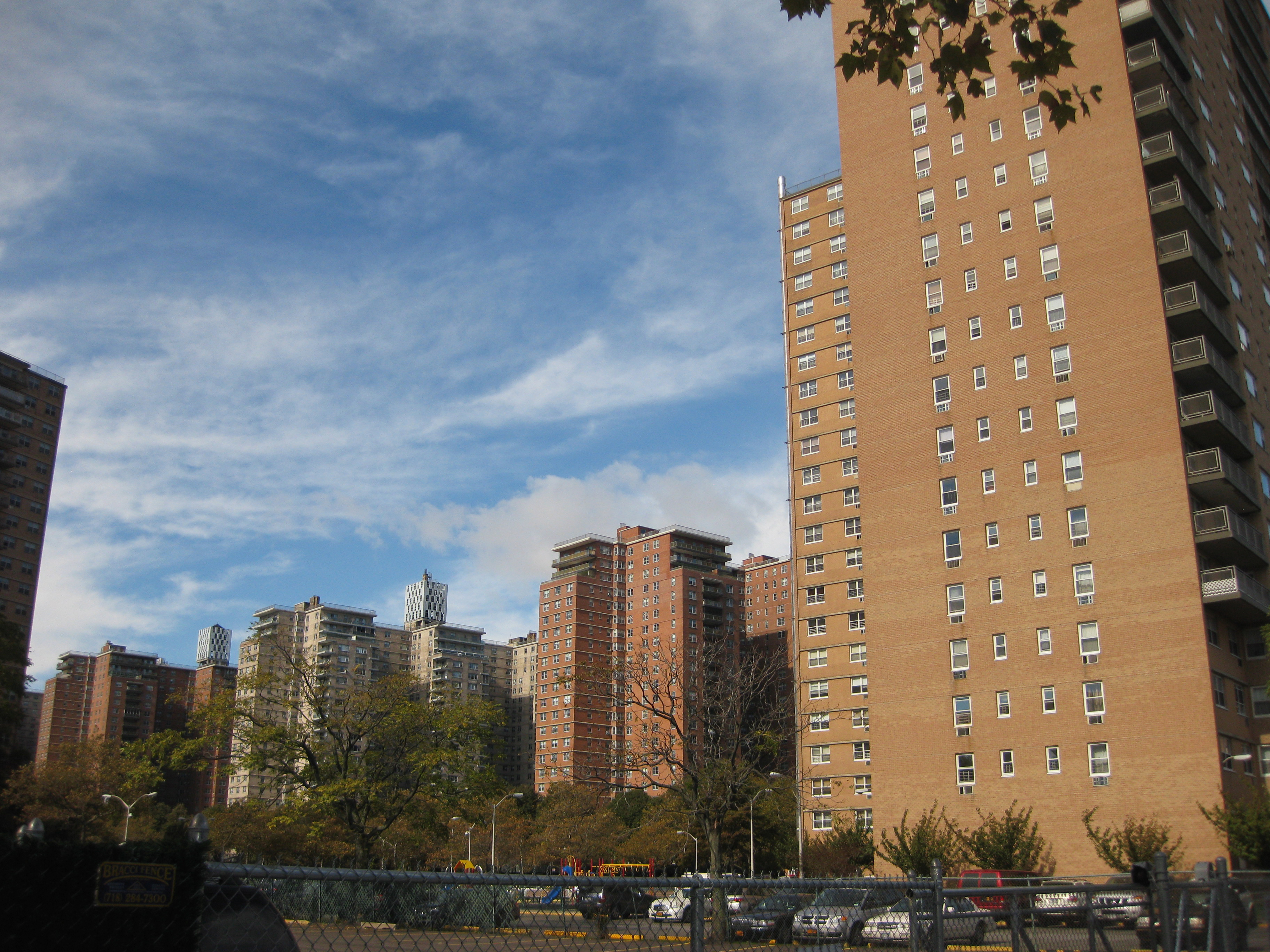
Комплекс Трампа
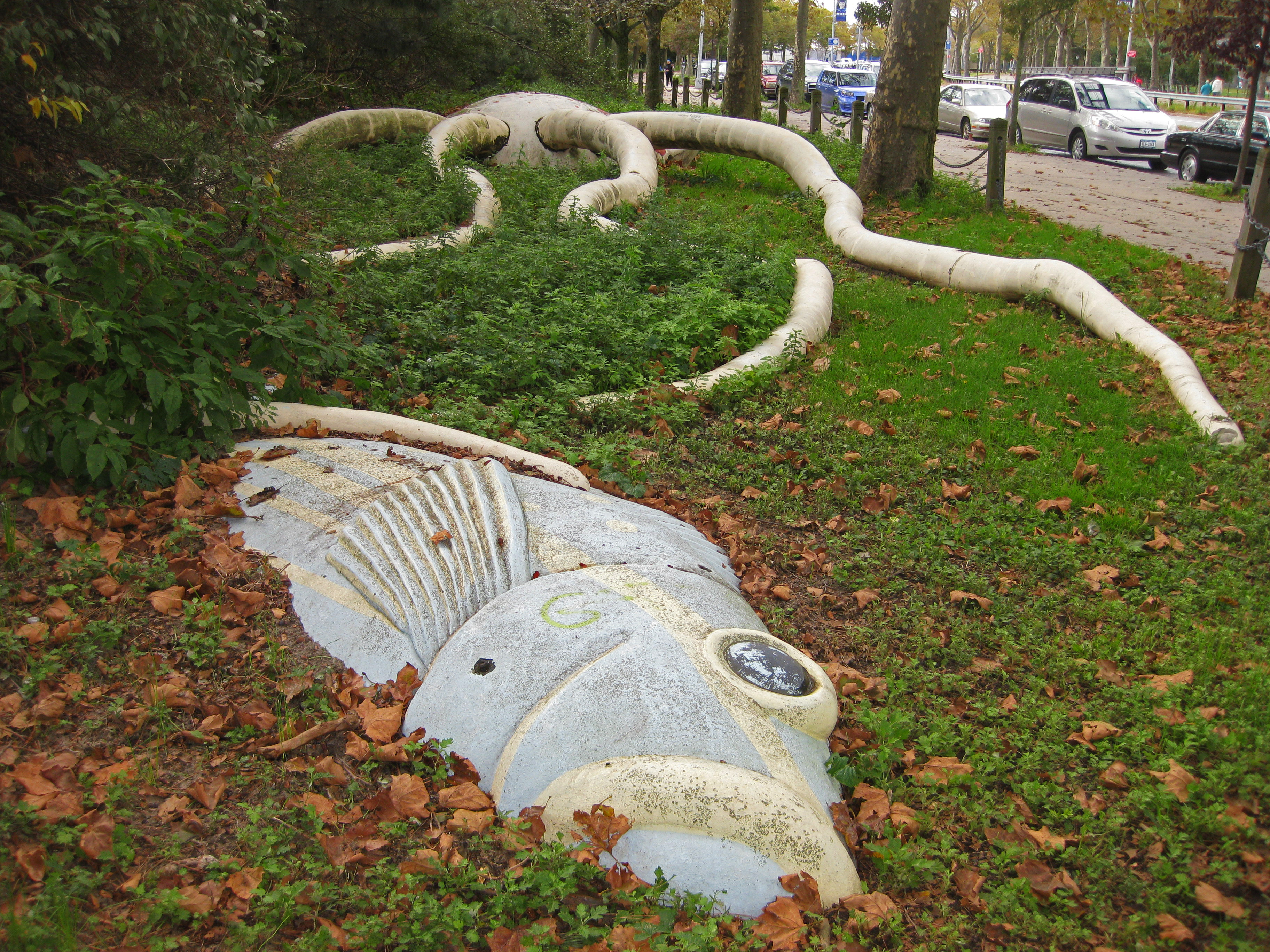
Скульптуры у бордвока
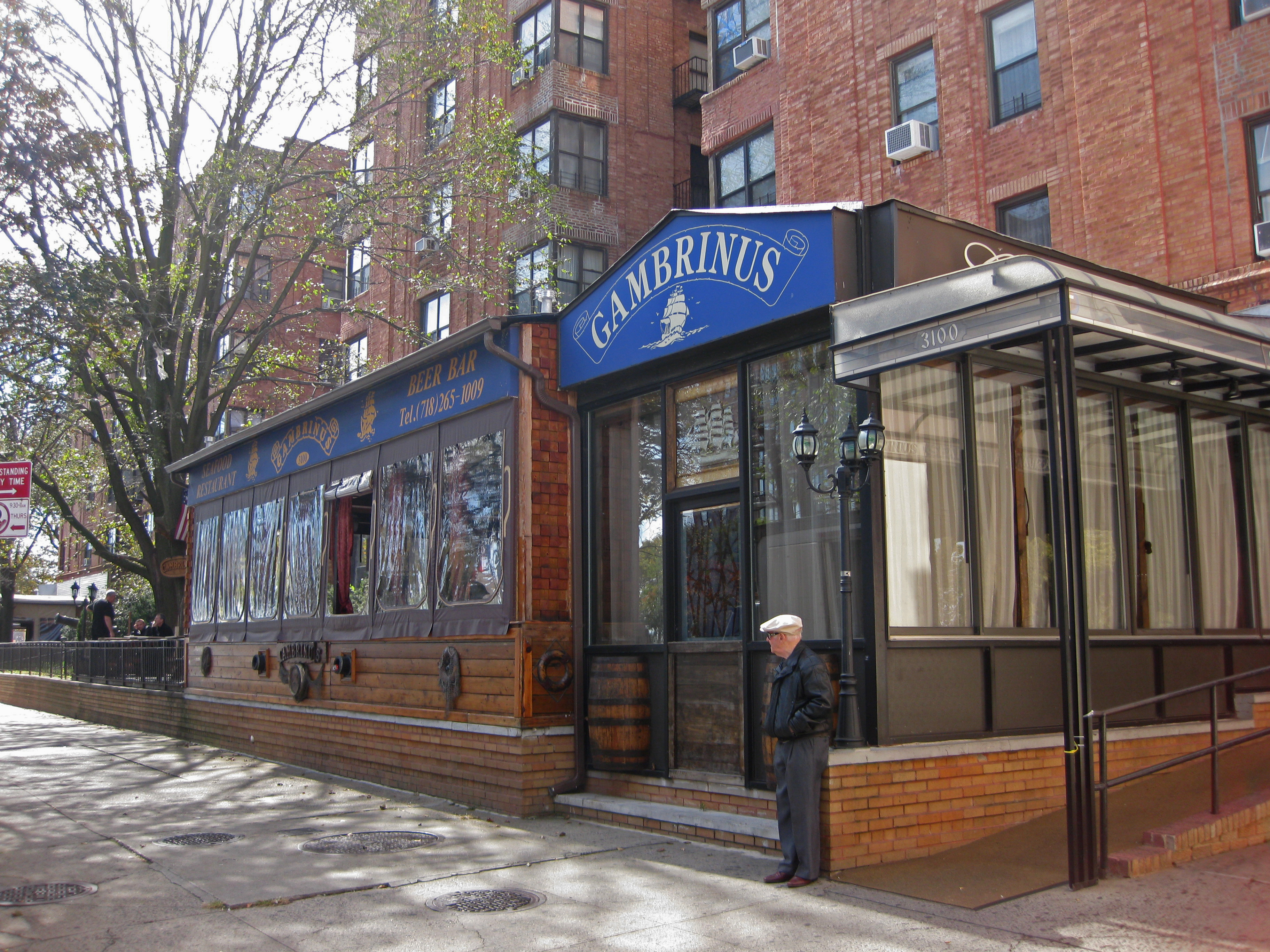
Бар Гамбринус
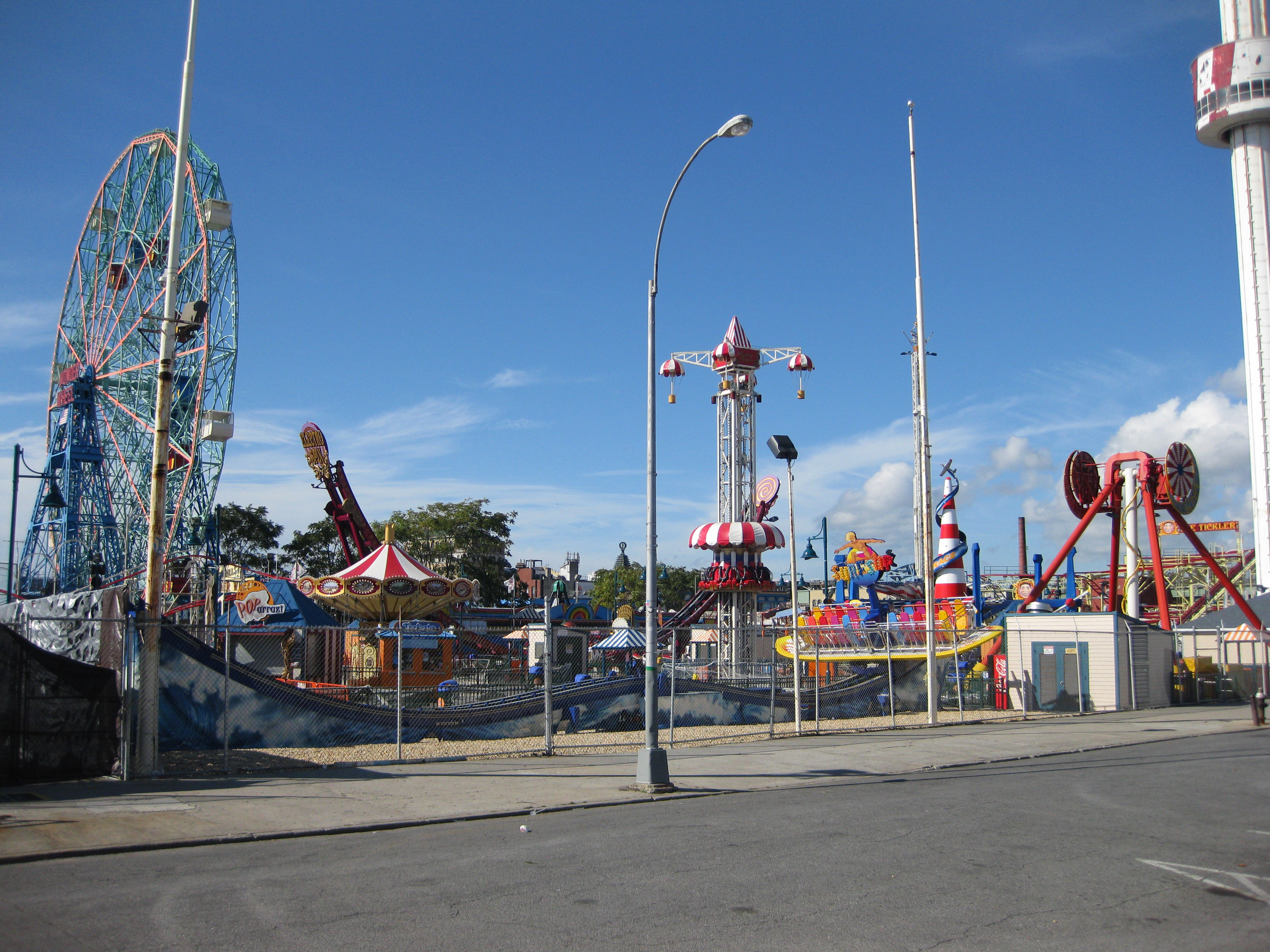
Колесо обозрения и другие аттракционы
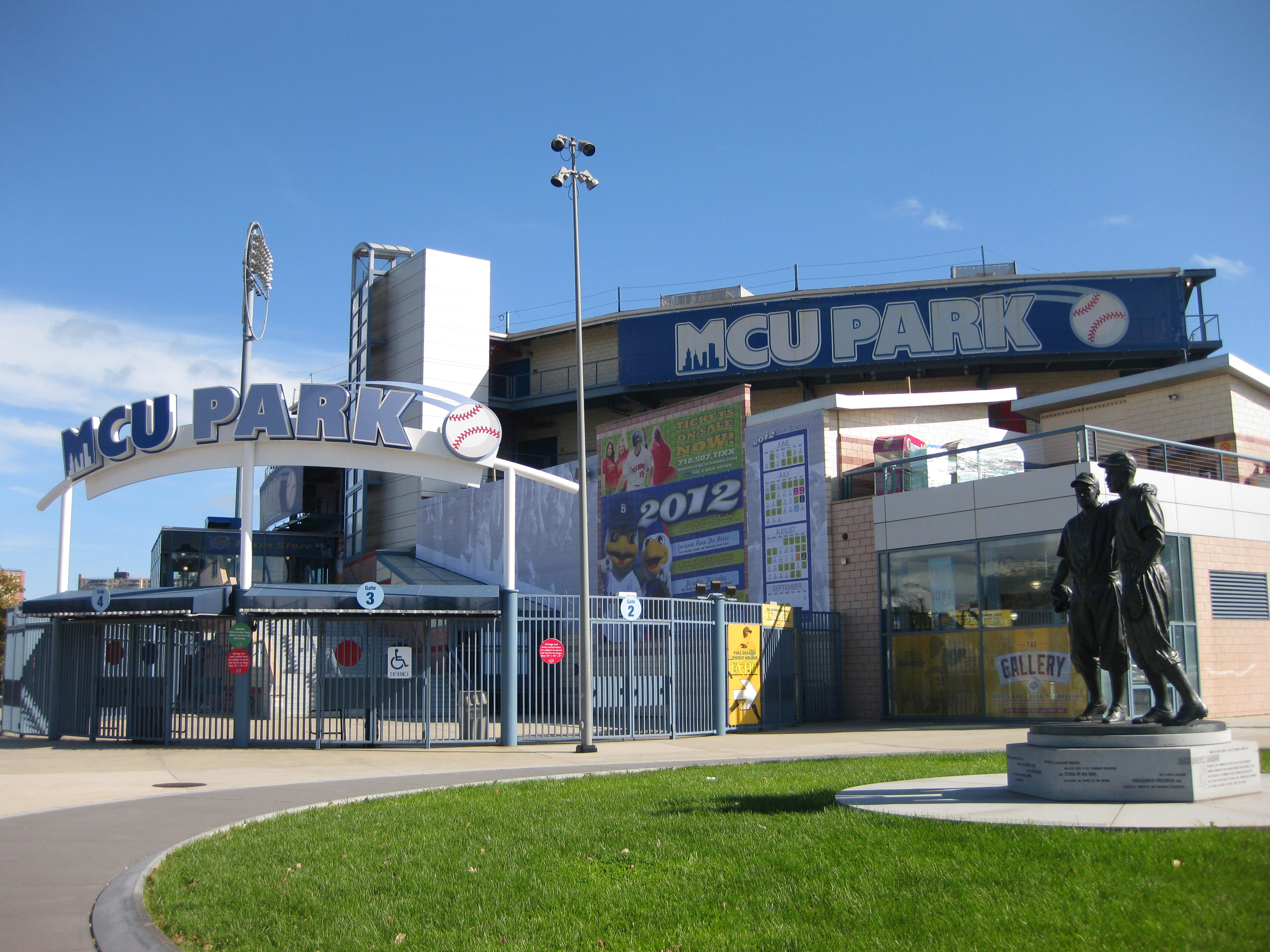
MCU парк
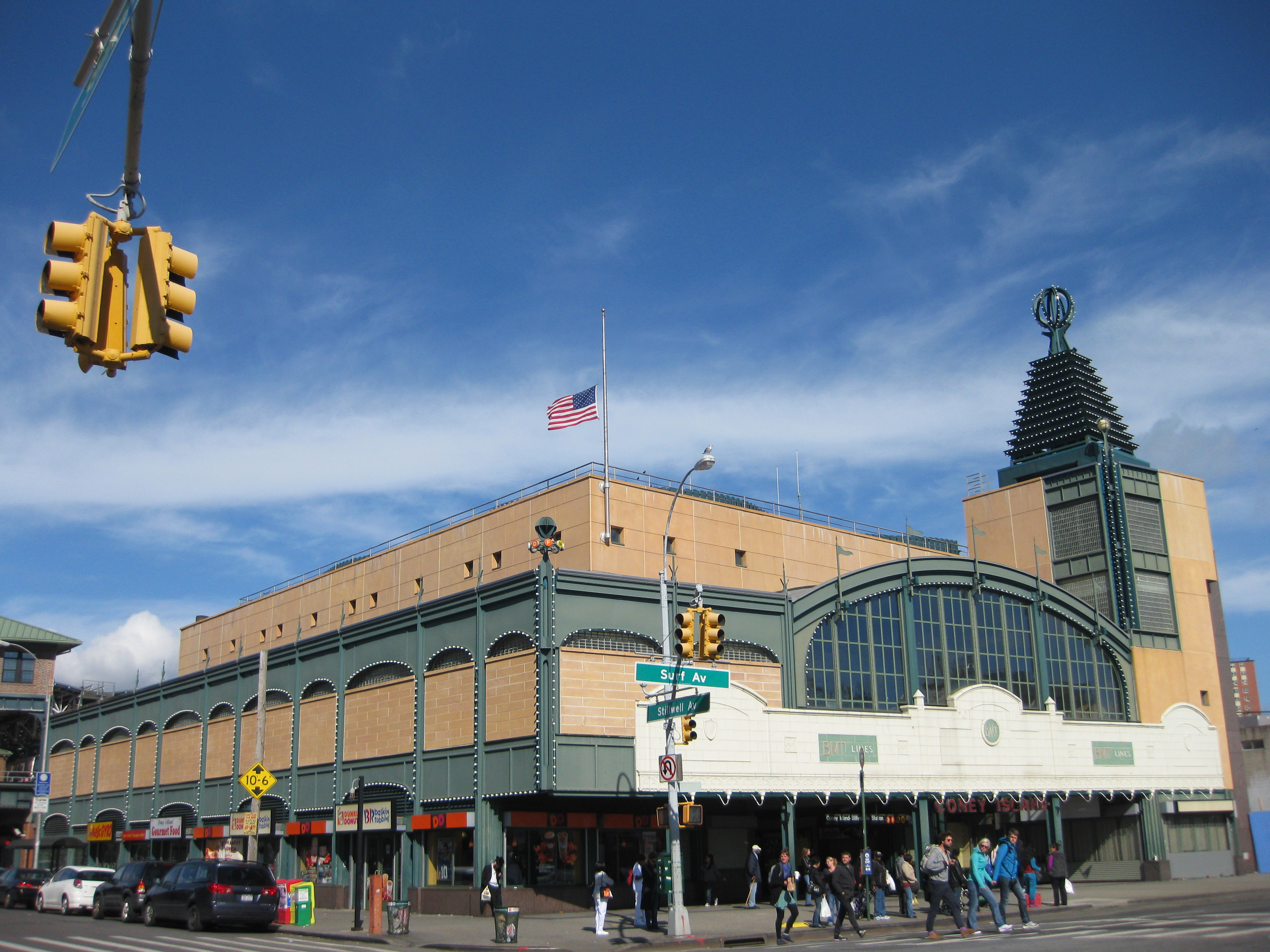
Конечная станция метро "Coney Island Stillwell Avenue"
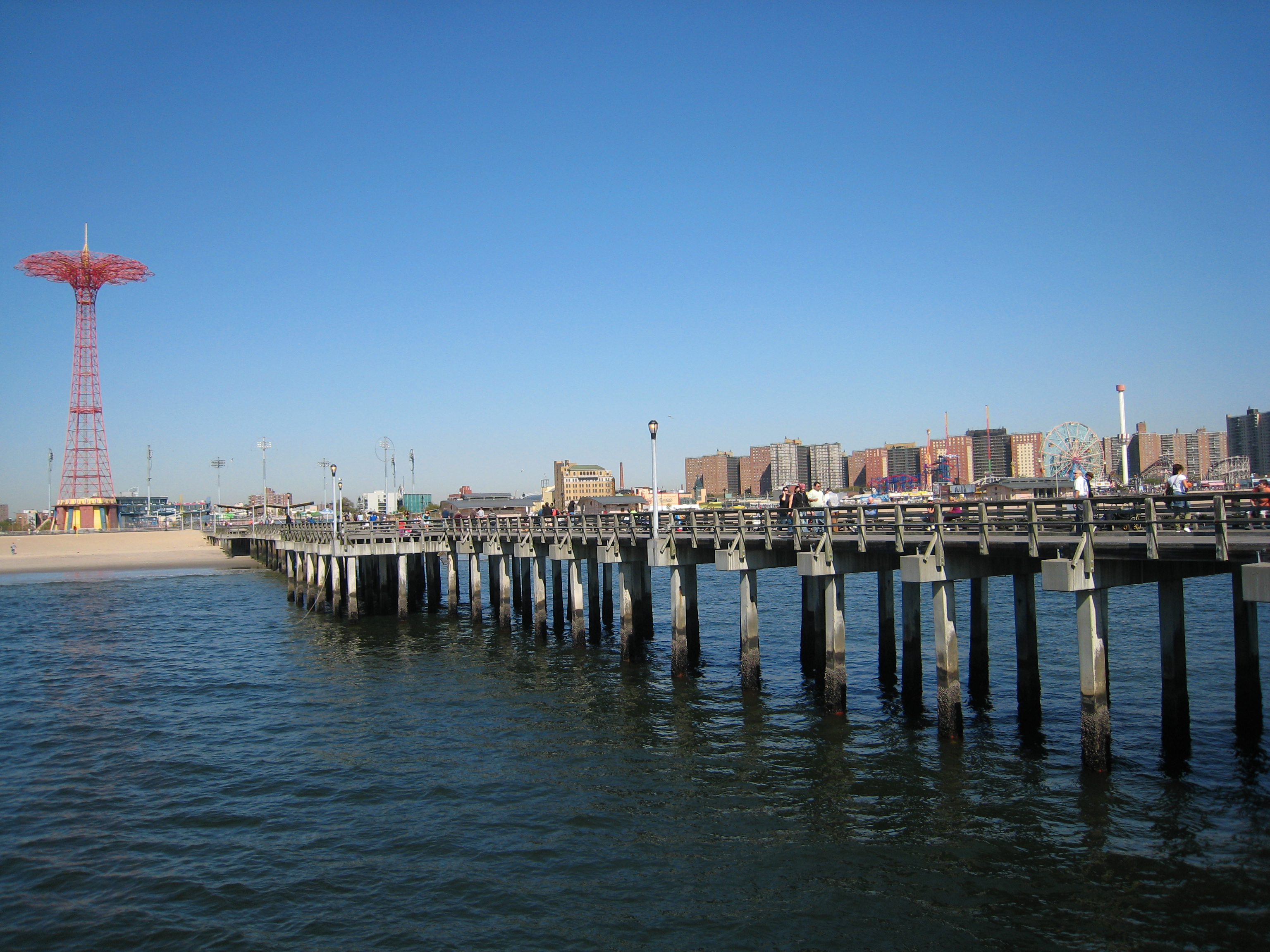
Steeplechase Pier

## Сигейт, западный сосед
Это отгороженный от остального Бруклина микрорайон, занимающий целиком всю западную оконечность острова Кони-Айленд, находится на самой южной точке Бруклина. В основном, район застроен частными домами, чаще — односемейными. Некоторые из них — с видом на Залив Грейвсенд, откуда открывается потрясающий вид на Бруклин и Статен-Айленд.
Сигейт ограждён от Кони-Айленда металлической сеткой. Вход и выход, а также въезд и выезд осуществляются только через КПП. Микрорайон патрулируется автономным отделением полиции, однако в случае серьёзных происшествий полиция Нью-Йорка может взять ситуацию под свой контроль и в Сигейте. В Сигейте имеются 7 синагог и одна церковь. Старая церковь переоборудована в один из КПП. В Сигейте также имеется парк, несколько спортивных комплексов, пляжный клуб, и несколько домов престарелых. Через дорогу от одного из КПП находится конечная станция автобусов, идущих в Бруклин.

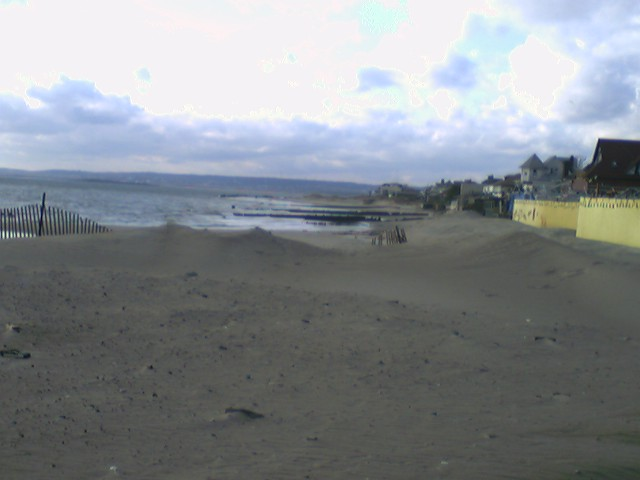
Побережье Сигейта.
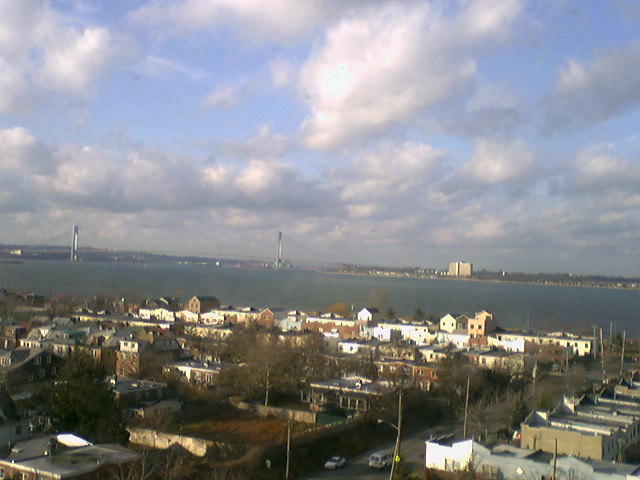
Панорама Сигейта